# Zhong Hongyan
Zhong Hongyan (Tongxiang, 29 de novembre de 1978) és una esportista xinesa que va competir en piragüisme en la modalitat d'aigües tranquil·les, guanyadora de dues medalles al Campionat Mundial de Piragüisme els anys 2002 i 2006.
Va participar en dos Jocs Olímpics d'Estiu els anys 2004 i 2008, la seva millor actuació va ser un quart lloc assolit a Atenes 2004 en la prova de K2 500 m.

## Palmarès internacional
| Campionat del món | Campionat del món  | Campionat del món | Campionat del món |
| Any               | Lloc               | Medalla           | Esdeveniment      |
| ----------------- | ------------------ | ----------------- | ----------------- |
| 2002              | Sevilla ( Espanya) | 2                 | K4 1000 m         |
| 2006              | Szeged ( Hongria)  | 3                 | K1 500 m          |